# 卡諾湖
53°11′50.99308″N 12°54′43.29163″E / 53.1974980778°N 12.9120254528°E

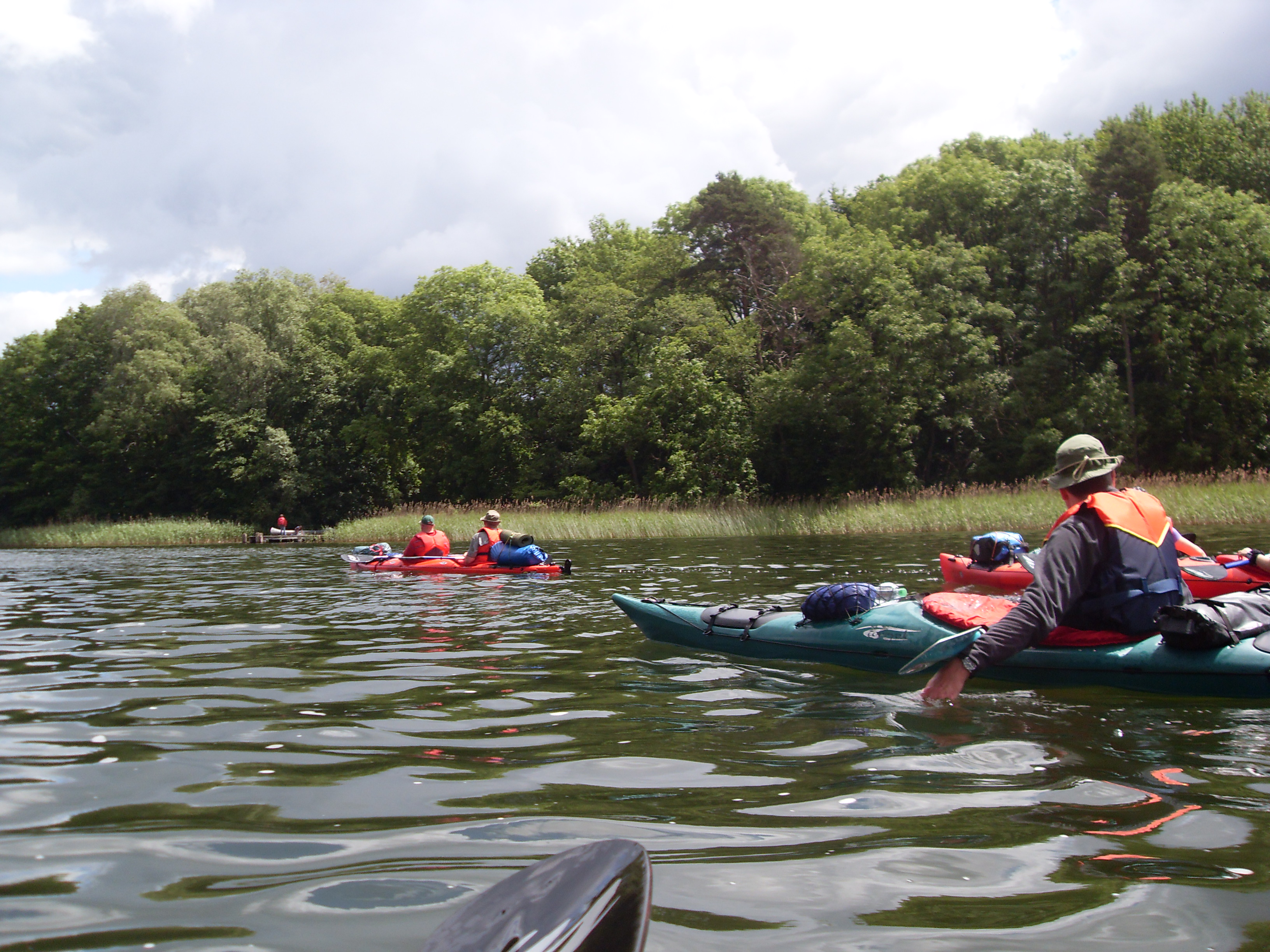

卡諾湖（德語：Canower See），是德國的湖泊，位於該國東北部，由梅克倫堡-前波美拉尼亞州負責管轄，處於梅克倫堡湖區縣，距離米羅11公里，面積0.5平方公里，海拔高度56米。